# Корнсток
Корнсток (енгл. Cornstalk, око 1720-1777), поглавица племена Шони.

## Биографија
Средином 18. века главнина племена Шони живела је на територији Охаја, са мањим групама насељеним у Кентакију, Тенесију и Западној Вирџинији, али је племе водило номадски начин живота, пратећи дивљач дуж Апалачких планина од Алабаме и Флориде на југу до Пенсилваније на северу. Корнсток је водио ратове 1759 (Француски и индијански рат) и 1763 (Понтјаков рат) против енглеских досељеника у Вирџинији, који су се насељавали на индијанској земљи. После пораза у овим сукобима, Корнсток је покушао да успостави мир, али у томе није успео. Године 1774. британски колонисти започели су Данморов рат: индијанске снаге под Корнстоковом командом поражене су у бици код Поинт Плезанта (енгл. Point Pleasant) у Западној Вирџинији (10. октобра 1774). Корнсток је принуђен на мир, али је мучки убијен у тврђави Рандолф (енгл. Fort Randolph) за време преговора 1777, што је довело до дуготрајних борби између Шонија и белаца, које су окончане тек у Тикамсијевом рату (1811-1813).